# Primer acto
Primer Acto es el primer disco del grupo Stravaganzza, que vio la luz el 1 de junio de 2004, bajo el sello discográfico Avispa Music. Fue producido por Pepe Herrero, el propio guitarrista de la banda.

## Canciones
1. Comienza el Espectáculo (00:26)
2. Dios (05:37)
3. Calmar tu Dolor (04:18)
4. Oveja Negra (04:13)
5. Miedo en el Alma (05:00)
6. Cárcel de Piel y Huesos (06:38)
7. ...Y en Soledad me Lamento (04:51)
8. Recuerdos (06:02)
9. Mi Tempestad (04:47)
10. Diosa del Infierno Azul (04:44)
11. Lágrimas de Sangre (04:21)

## Componentes
- Leo Jiménez (Voz)
- Dani Pérez (Batería)
- Pepe Herrero (Guitarra - Teclados)
- Edu Fernández (Bajo)

- Datos: Q6085950